# 39536 Lenhof
39536 Lenhof è un asteroide della fascia principale. Scoperto nel 1990, presenta un'orbita caratterizzata da un semiasse maggiore pari a 2,2456225 UA e da un'eccentricità di 0,1699434, inclinata di 5,66213° rispetto all'eclittica.